# 南街街道 (凌源市)
南街街道，是中华人民共和国辽宁省朝阳市凌源市下辖的一个乡镇级行政单位。

## 行政区划
南街街道下辖以下地区：
兴隆社区、南门外社区、馨王社区、文化社区、分局社区、红卫社区、花墙子社区、站前社区和南街社区。